# Odpadní voda

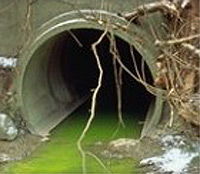
Zelené řasy a sinice ve vodě signalizují znečištění vody vysokým obsahem dusíku a fosforu

Odpadní voda je voda, jež byla člověkem využita k nějakému účelu a následně vypuštěna; její kvalita byla tímto užitím změněna, standardně pak zhoršena. V hydroenergetice má tento termín jiný význam – označuje vodu, která již předala svou energii turbíně nebo vodnímu kolu.
Znečištění vody může být tvořeno rozpuštěnými nebo nerozpuštěnými látkami, za znečištění se ale považuje i například tepelné nebo radioaktivní znečištění. V naprosté většině případů musí být odpadní voda před vypuštěním do vodotečí čištěna. Odpadní voda se silným rozložitelným organickým znečištěním bývá voda polysaprobní, podle saprobního indexu se dá míra znečištění odpadních vod odhadovat. K přesnému stanovení znečišťujících látek slouží chemické rozbory.

## Charakter znečišťujících látek
Charakter znečišťujících látek silně ovlivňuje další nakládání s odpadní vodou. Látky mohou být rozpuštěné, nebo nerozpuštěné.
Rozpuštěné organické látky mohou být biologicky rozložitelné – například monosacharidy, nebo biologicky nerozložitelné – například azobarviva. V odpadních vodách se vyskytují i rozpuštěné anorganické látky – například anorganické soli.
Nerozpuštěné organické látky mohou být biologicky rozložitelné – například škrob nebo bakterie, nebo biologicky nerozložitelné – například většina plastů. Také se dají dělit na usaditelné a neusaditelné. Anorganické nerozpuštěné látky jsou usaditelné – například písek, nebo neusaditelné – obvykle různé koloidní částice, například hydratované oxidy železa.

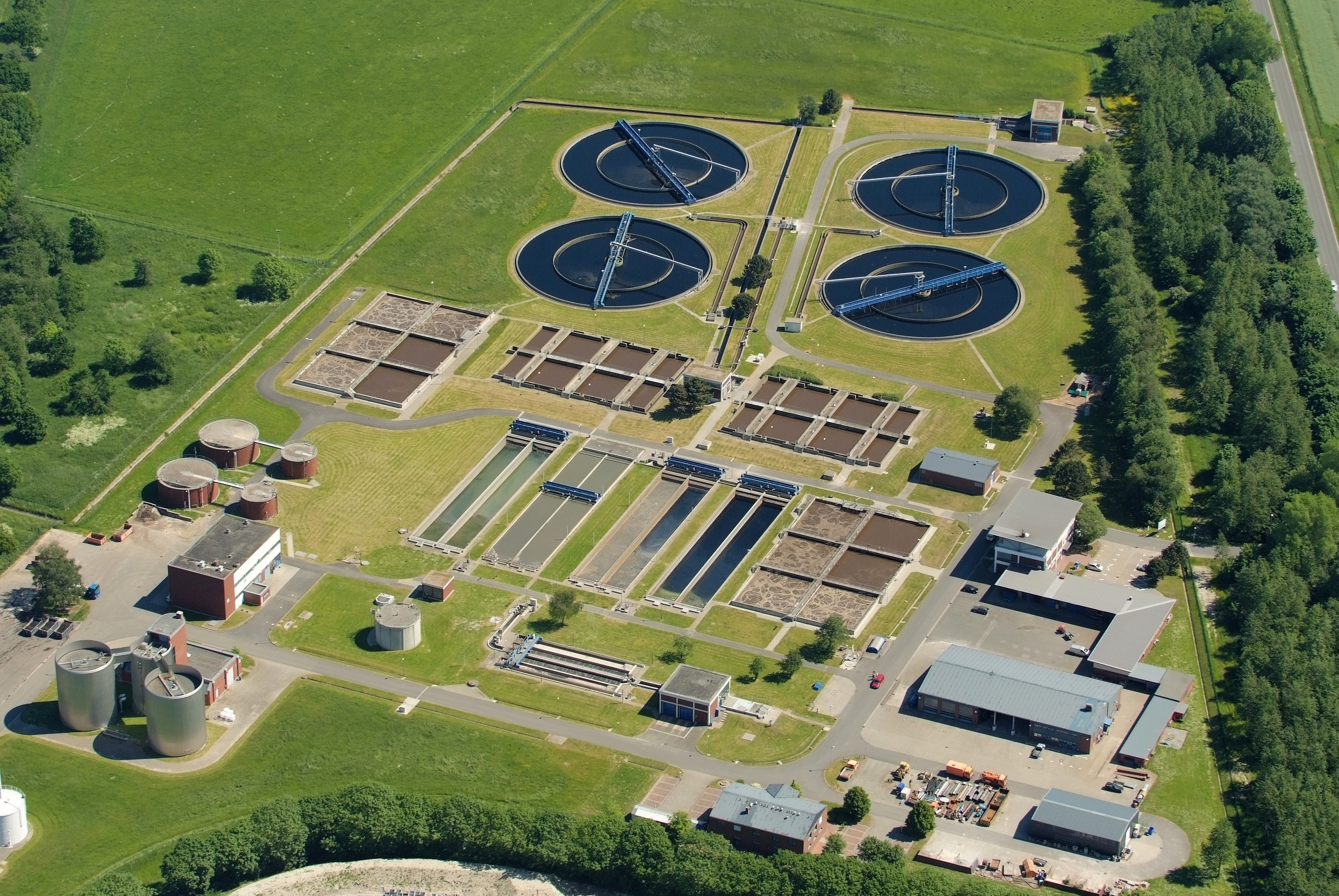
Čistírna odpadních vod ve Wilhelmshavenu (Německo)

## Druhy odpadních vod
Komunální odpadní voda vzniká každodenní lidskou činností – pochází z domácností, škol, úřadů, od živnostníků a podobně. Splašky mají přibližně stejné složení. Kromě splašků obsahuje komunální odpadní voda v případě jednotné kanalizace i oplachové vody (vodu z mytí ulic) a dešťovou vodu ze srážek a dále pak odpadní vody z průmyslu a služeb. Zpracovává se na městských čistírnách odpadních vod (ČOV).
Množství znečištění přiváděného na městskou ČOV se vyjadřuje jako počet ekvivalentních obyvatel. Hlavní podíl znečištění ve splaškových vodách pochází z moči a fekálií. Při spotřebě cca 150 litrů vody na 1 obyvatele za 1 den lze složení odpadních vod charakterizovat v hlavních ukazatelích znečištění takto: BSK5 400 mg/l, CHSKCr 800 mg/l, celkový dusík 70 mg/l, celkový fosfor 15 mg/l, veškeré látky 1200 mg/l. Teplota splaškových vod v kanalizaci závisí na ročním období a pohybuje se v rozmezí cca 8–20 °C a jejich reakce je slabě alkalická (pH = 6,5–8,5).
Při separaci splaškové vody se odděluje:
- černá voda ze záchodů (obsahuje moč a výkaly)
- šedá voda – ostatní splašková voda (koupelny, pračky, kuchyně ap.)
- dešťová voda – ze střech a zpevněných povrchů

Upravená (jednodušeji než v ČOV) šedá voda (tzv. bílá) a dešťová voda mohou být využity v rámci budovy jako voda užitková.
Průmyslová odpadní voda vzniká v průmyslových podnicích. Míra a charakter znečištění vody záleží na druhu průmyslu, ale i použité technologii výroby. Průmysl produkuje odpadní vody jednak z technologických vod (což je voda přímo použitá ve výrobě) a jednak z chladicích vod (což je voda používaná na chlazení zařízení, ta bývá znečištěná „pouze“ tepelně). Průmyslová odpadní voda se čistí buď přímo v podniku (tam někdy stačí vodu předčistit a pak vypustit do kanalizace), nebo přímo v městské ČOV.

## Nakládání s odpadními vodami
Podle Vodního zákona jsou odpadními vodami vody použité v obytných, průmyslových, zemědělských, zdravotnických a jiných stavbách, zařízeních nebo dopravních prostředcích, pokud mají po použití změněnou jakost (složení nebo teplotu) a jejich směsi se srážkovými vodami, jakož i jiné vody z těchto staveb, zařízení nebo dopravních prostředků odtékající, pokud mohou ohrozit jakost povrchových nebo podzemních vod. Odpadní vody jsou i průsakové vody vznikající při provozování skládek a odkališť nebo během následné péče o ně z odkališť, s výjimkou vod, které jsou zpětně využívány pro vlastní potřebu organizace, a vod, které odtékají do vod důlních.
Podmínky pro vypouštění odpadních vod stanovuje vodoprávní úřad. Při stanovování těchto podmínek je vodoprávní úřad povinen přihlížet k nejlepším dostupným technologiím v oblasti zneškodňování odpadních vod, kterými se rozumí nejúčinnější a nejpokročilejší stupeň vývoje použité technologie zneškodňování nebo čištění odpadních vod, vyvinuté v měřítku umožňujícím její zavedení za ekonomicky a technicky přijatelných podmínek a zároveň nejúčinnější pro ochranu vod.
Povinnosti osob vypouštějících odpadní vody:
- Kdo vypouští odpadní vody do vod povrchových nebo podzemních, je povinen v souladu s rozhodnutím vodoprávního úřadu měřit objem vypouštěných vod a míru jejich znečištění a výsledky těchto měření předávat vodoprávnímu úřadu,
- Kdo akumuluje odpadní vody v bezodtokové jímce, je povinen zajišťovat jejich zneškodňování tak, aby nebyla ohrožena jakost povrchových nebo podzemních vod, a na výzvu vodoprávního úřadu nebo České inspekce životního prostředí prokázat jejich zneškodňování v souladu s tímto zákonem,
- Přímé vypouštění odpadních vod do podzemních vod je zakázáno. Vypouštění odpadních vod neobsahujících nebezpečné závadné látky nebo zvlášť nebezpečné závadné látky, vznikajících převážně jako produkt lidského metabolismu a činností v domácnostech přes půdní vrstvy do vod podzemních, lze povolit jen výjimečně.

Při povolování vypouštění odpadních vod do vod povrchových nebo podzemních stanoví vodoprávní úřad nejvýše přípustné hodnoty množství a koncentrace vypouštěného znečištění (emisní limity) a objemu vypouštěných vod.
V poslední době stoupá význam recyklace odpadních vod, které se stávají zdrojem vody pro další použití nebo je možné využívat v nich obsažený fosfor nebo organické složky. Recyklovaná odpadní voda se používá v průmyslu, zemědělství nebo pro rekreační nebo ekologické účely. V ČR probíhá na toto téma několik výzkumných projektů, existují již první realizace recyklace vody na golfovém hřišti nebo demonstrační projekt výroby piva Erko z recyklované vody.

## Využití
Odpadní voda je zdrojem tepelné energie, jejíž potenciál je dnes téměř nevyužíván. Přitom využití se přímo nabízí a to jak v liniových objektech jako jsou kanalizační potrubí, tak i v objektech na kanalizační síti.  Místa odběru tepelné energie z odpadních vod Teplo lze odbírat na odtoku z budovy, v kanalizační síti nebo na (za) ČOV. Každé z míst má své specifické podmínky a omezení. Ke komplexnímu využití energetického potenciálu odpadní vody patří nízkopotenciální teplo získávané z vypouštěných vyčištěných odpadních vod pomocí tepelných čerpadel. Např. na pražské Ústřední čistírně odpadních vod Praha se připravuje projekt, kdy zaručený denní průměr odtoku vyčištěných odpadních vod z obou vodních linek o teplotě 15 – 21°C a objemu cca 3 m³/s v sobě skrývá tepelný potenciál přibližně 120 MW tepelné energie. To by z velké části pokrylo potřebu oblasti Juliska – Veleslavín. Zbývající část tepelné energie bude možné využít pro oblast Bubny - Zátory. 
Bioplyn z vyhnívacích nádrží využívá Ústřední čistírna odpadních vod v Praze (ÚČOV Praha) k pohonu speciálních dieselelektrických agregátů, které vyrobenou elektřinou pro čističku pokrývají zhruba 50 % její spotřeby.